# Zarząd Wojsk Kozackich przy sztabie Sił Zbrojnych Komitetu Wyzwolenia Narodów Rosji
Zarząd Wojsk Kozackich przy sztabie Sił Zbrojnych Komitetu Wyzwolenia Narodów Rosji (ros. Управление казачьих войск при КОНР) – organ dowódczy kozackich oddziałów kolaboranckich Sił Zbrojnych Komitetu Wyzwolenia Narodów Rosji pod koniec II wojny światowej.

## Historia
Tworząc Siły Zbrojne Komitetu Wyzwolenia Narodów Rosji na przełomie 1944/1945 r., głównodowodzący gen. Andriej A. Własow zamierzał włączyć w ich skład również oddziały kolaboranckie złożone z Kozaków. Wielu atamanów kozackich popierało te plany. Pod koniec października 1944 r. gen. Jewgienij I. Bałabin, ataman Wszechkozackiego Zrzeszenia w Rzeszy Niemieckiej, na Słowacji i Węgrzech, który został dokooptowany do Komitetu Wyzwolenia Narodów Rosji (KONR) jako przedstawiciel Kozaków, wyraził chęć podporządkowania wszelkich oddziałów kozackich w służbie niemieckiej do Sił Zbrojnych KONR. Takie samo stanowisko zajął gen. Fiodor F. Abramow, również włączony w skład Prezydium KONR, a także ataman Kozaków dońskich gen. Grigorij W. Tatarkin, gen. Andriej G. Szkuro, gen. Iwan A. Poliakow, gen. Wasilij I. Morozow i ataman Kozaków kubańskich gen. Wiaczesław G. Naumienko.
Jednakże przeciwko koncepcjom gen. A. A. Własowa wystąpił główny autorytet wśród Kozaków legendarny ataman Kozaków dońskich gen. Piotr N. Krasnow, stojący na czele Głównego Zarządu Wojsk Kozackich w Berlinie. Był on zdecydowanym zwolennikiem niezależności ziem kozackich pod protektoratem niemieckim. KONR uważał przede wszystkim za kontynuację idei jednej i niepodzielnej Rosji. Poza tym uważał go za konkurenta w walce o wpływy we władzach III Rzeszy i dowództwie niemieckich sił zbrojnych. Z tego względu rozwinął wśród żołnierzy pochodzenia kozackiego agitację skierowaną przeciw gen. A. A. Własowi i KONR. Jednocześnie wraz ze swoimi zwolennikami wystąpił do gen. J. I. Bałabina i gen. F. F. Abramowa, aby ogłosili, że do KONR przystąpili jedynie we własnym imieniu, a nie jako przedstawiciele Kozaków. Ukorzyli się oni przed gen. P. N. Krasnowem, ale przekonani przez gen. A. A. Własowa nie przerwali jednak współpracy z KONR. W tej sytuacji ataman Kozaków dońskich skierował otwarty list do atamanów stanicznych Wszechkozackiego Zrzeszenia w Rzeszy Niemieckiej, na Słowacji i Węgrzech. Większość atamanów opowiedziała się jednak za podporządkowaniem się KONR.
25 listopada w Pradze doszło do zwołanego przez gen. J. I. Bałabina zjazdu atamanów stanicznych Wszechkozackiego Zrzeszenia w Rzeszy Niemieckiej, na Słowacji i Węgrzech oraz przedstawicieli innych emigracyjnych organizacji kozackich, na którym poparli oni KONR i gen. A. A. Własowa. Dalsze próby gen. J. I. Bałabina skłonienia atamana gen. A. A. Własowa do poparcia KONR nie przynosiły żadnych rezultatów. W końcu gen. I. A. Poliakowowi udało się namówić atamana do spotkania z gen. A. A. Własowem. W dniach 7 i 9 stycznia 1945 r. doszło do rozmów gen. P. N. Krasnowa, któremu towarzyszyli jego krewny płk Siemion N. Krasnow i gen. I. A. Poliakow z gen. A. A. Własowem w otoczeniu szefa sztabu Sił Zbrojnych KONR gen. Fiodora I. Truchina i I. Ł. Nowosilcowa. Doprowadziły one do wyrażenia zgody przez atamana gen. P. N. Krasnowa na utworzenie Sił Zbrojnych KONR i oficjalnego przyznania gen. A. A. Własowi funkcji głównodowodzącego. Nie rozwiązano jednak problemu przynależności kozackich oddziałów kolaboranckich.
W tej sytuacji gen. A. A. Własow w lutym wydał rozkaz utworzenia Zarządu Wojsk Kozackich przy sztabie Sił Zbrojnych KONR i Rady Wojsk Kozackich. Miały one przejąć całość władzy wojskowej nad wszystkimi oddziałami armii niemieckiej złożonymi z Kozaków. 23 marca 1945 r. na czele Zarządu i Rady stanął ataman polowy Kozaków dońskich gen. G. W. Tatarkin. Funkcję szefa sztabu Rady objął płk J. W. Karpow. W skład Rady jako organu wykonawczego weszli atamani polowi Kozaków dońskich, kubańskich, terskich, orenburskich, uralskich, atrachańskich, syberyjskich, siemireczeńskich, zabajkalskich, amurskich i ussuryjskich. Przewodniczący Rady i pozostali członkowie weszli automatycznie w skład KONR z podporządkowaniem gen. A. A. Własowowi jako głównodowodzącemu. Do zadań Rady należało załatwianie wszelkich spraw wewnętrznych kozackich oddziałów kolaboranckich, werbunek i formowanie nowych oraz prowadzenie propagandy wśród ich żołnierzy. W działalności ubo organów aktywny udział wziął również komendant Rezerwy wojsk kozackich, dowodzący 5 Kozackim Pułkiem Szkoleniowo-Rezerwowym, gen. A. G. Szkuro. Z prośbą o wstąpienie do KONR wystąpił do gen. A. A. Własowa również przewodniczący Kozackiego Ruchu Narodowo-Wyzwoleńczego, czyli kozackich nacjonalistów, W. Głazkow. Wkrótce po utworzeniu Zarządu został wydany dokument programowy pt. "Положение об управлении казачьими войсками", ogłaszający podporządkowanie oddziałów kozackich gen. A. A. Własowowi. Chociaż stawały się one formalnie częścią Sił Zbrojnych KONR, faktycznie zachowywały specjalne prawa. Kadra oficerska mogła się rekrutować wyłącznie spośród Kozaków danej narodowości. Oficerowie do stopnia wojskowego starsziny zachowywali swoje przywileje wojskowe. Na mundurach żołnierzy kozackich pozostawiono emblematy w kolorach poszczególnych narodowości. W skład umundurowania mogły dalej wchodzić tradycyjne kozackie kubanki lub papachy.
Ataman gen. P. N. Krasnow nazwał podporządkowanie oddziałów kozackich dowódcy Sił Zbrojnych KONR "sprzedażą wojsk kozackich". Rozpoczął on swoją "prywatną" wojnę przeciwko Zarządowi. W lutym 1945 r. przyjechał do północnych Włoszech, gdzie przebywał Kozacki Stan gen. Timofieja I. Domanowa. W Tolmezzo przyłączył się do organizacji kozackiej szkoły spadochronowo-desantowej, z której zamierzał stworzyć przeciwwagę dla własowskiego Zarządu i Rady Wojsk Kozackich. W skład personelu szkoleniowego weszli oficerowie kozaccy bliscy atamanowi. W szkole została zorganizowana polityczna konferencja gen. P. N. Krasnowa, na której zaapelował o niezależność ziem kozackich i zakazał wstępowania do Sił Zbrojnych KONR jako wojska nie do końca lojalnego wobec Niemców. Stanowisko to zostało przedstawione publicznie w kozackiej gazecie "Казачья Земля" w formie listu otwartego do gen. A. A. Własowa. Odpowiedź na nie nadeszła 28 marca ze strony Zarządu Wojsk Kozackich. Wchodzący w jego skład kozaccy atamani powołali się na idee wyrażone w Manifeście praskim KONR, zapewnili o pełnym sojuszu z III Rzeszą i wspólnej walce z sowieckim bolszewizmem. Zauważyli jednak, że Kozacy już dawno nie są jednością, a carska Rosja całkowicie respektowała ich prawa i zwyczaje. Ataman gen. P. N. Krasnow w odpowiedzi wydał rozkaz unieważniający wybór gen. W. G. Naumienkę na atamana Kozaków kubańskich, dokonany jeszcze w 1920 r.
Tymczasem w chorwackim miasteczku Virovitica odbył się pod przewodnictwem gen. Nikołaja Ł. Kułakowa zjazd Kozaków XV Kozackiego Korpusu Kawalerii SS, na którym podjęto decyzję o podporządkowaniu się Zarządowi Wojsk Kozackich przy sztabie Sił Zbrojnych KONR. To samo wkrótce ogłosił – po przybyciu płk A. M. Boczarowa, wysłannika dowódcy Sił Zbrojnych KONR – dowódca Kozackiego Stanu ataman gen. T. I. Domanow i dowódca formowanego na obszarze południowej Austrii Samodzielnego Korpusu Kozackiego (faktycznie brygady) gen. Anton W. Turkul. W ten sposób gen. P. N. Krasnow ostatecznie stracił realne oparcie w kozackich masach wojskowych. 20 kwietnia gen. A. A. Własow podpisał rozkaz o oficjalnym wejściu oddziałów kozackich w skład Sił Zbrojnych KONR. Z powodu bliskiego zakończenia wojny nie zdążyły one jednak połączyć się z wojskami "własowskimi".

## Struktura organizacyjna Zarządu Wojsk Kozackich przy sztabie Sił Zbrojnych KONR
- przewodniczący – gen. lejt. Grigorij W. Tatarkin
- gen. lejt. Jewgienij I. Bałabin
- gen. mjr Borys N. Połozow

## Struktura organizacyjna Rady Wojsk Kozackich
- przewodniczący – gen. lejt. Grigorij W. Tatarkin
- szef sztabu – płk J. W. Karpow
- gen. lejt. Jewgienij I. Bałabin
- przedstawiciel Kozaków dońskich – ataman gen. mjr Wiaczesław G. Naumienko
- przedstawiciel Kozaków terskich – płk D. P. Wertepow
- inspektor ds. szkolenia wojsk kozackich – gen. mjr Borys N. Połozow
- szef oddziału organizacyjnego – ppłk Dmitrijew
- szef oddziału werbunkowego – ppłk Potechin
- szef oddziału kadrowego – ppłk Czerkiesow
- szef oddziału propagandy – vacat
- szef służby sanitarnej – vacat
- szef oddziału finansowego – vacat
- szef kancelarii – kpt. Agafonow